# Mugilogobius rambaiae
Mugilogobius rambaiae es una especie de peces de la familia de los Gobiidae en el orden de los Perciformes.

## Morfología
Los machos pueden llegar a alcanzar los 4,2 cm de longitud total.

## Distribución geográfica
Se encuentra en Sri Lanka, Birmania, Tailandia, Malasia, Singapur, Indonesia y Papúa Nueva Guinea.

## Observaciones
Es inofensivo para los humanos.